# (14834) Isaev
(14834) Isaev ist ein im Hauptgürtel gelegener Asteroid, der am 17. September 1987 von der russischen Astronomin Ljudmila Iwanowna Tschernych am Krim-Observatorium (Sternwarten-Code 095) in Nautschnyj entdeckt wurde.
Der Asteroid wurde am 21. März 2008 nach dem sowjetischen Ingenieur Alexei Michailowitsch Issajew (1908–1971) benannt, der Flüssigkeitsraketentriebwerke für eine Vielzahl sowjetischer Raketen entwickelte.